# Ото Карл Фридрих фон Шьонбург-Валденбург
Ото Карл Фридрих фон Шьонбург-Валденбург (на немски: Otto Carl Friedrich Fürst v.Schönburg-Waldenburg; Otto I Fürst von Schönburg-Waldenburg; * 2 февруари 1758, Валденбург, Саксония; † 29 януари 1800, дворец Лихтенщайн) е граф и господар на Шьонбург, от 1790 г. 1. княз на Шьонбург-Валденбург, граф и господар на Глаухау, Валденбург, Щайн (в Хартенщайн), Лихтенщайн и Хартенщайн в Средна Саксония.

## Биография
Той е единственият син на граф Албрехт Карл Фридрих фон Шьонбург-Щайн (1710 – 1765) и съпругата му Фридерика Каролина Хенриета фон дер Марвиц (1720 – 1763), дъщеря на Хайнрих Карл фон дер Марвиц (1680 – 1744) и баронеса Албертина Елеонора фон Витенхорст-Зонсфелд (1693 – 1721). Внук е на граф Лудвиг Фридрих фон Шьонбург-Щайн (1681 – 1736) и София Маргарета Магдалена фон Щайн-Ост-Нордхайм (1688 – 1748). Правнук е на граф Ото Лудвиг фон Шьонбург-Хартенщайн и София Магдалена фон Лайнинген-Вестербург.
Ото Карл Фридрих граф фон Шьонбург е издигнат на княз на 9 октомври 1790 г. от император Леополд II в деня на неговата коронация. Той умира на 29 януари 1800 г. на 41 години в дворец Лихтенщайн. През 1813 г. собствеността е поделена между двамата му сина.
Клоновете Шьонбург-Валденбург, Шьонбург-Хартенщайн съществуват и до днес като Шьонбург-Глаухау.

## Фамилия
Ото Карл Фридрих фон Шьонбург-Валденбург се жени в Кьостриц на 8/9 декември 1779 г. за графиня Хенриета Елеонора Елизабета Ройс-Кьостриц (* 28 март 1755, Кьостриц; † 14 септември 1829, дворец Лихтенщайн на 74 години), дъщеря на граф Хайнрих XXIII фон Ройс-Кьостриц, младата линия (1722 – 1797) и Ернестина Хенриета София фон Шьонбург-Фордерглаухау (1736 – 1768), дъщеря на граф Франц Хайнрих фон Шьонбург-Валденбург (1682 – 1746). Те имат девет деца:
- Каролина Албертина Хенриета Йохана (Жени) фон Шьонбург-Валденбург (* 4 октомври 1780; † 29 август 1809), омъжена във Валденбург на 4 юли 1799 г. за граф Хайнрих фон Щолберг-Вернигероде (* 15 декември 1772; † 16 февруари 1854)
- Ото Александер фон Шьонбург (* 28 август 1781; † 27 февруари 1782)
- Виктория Албертина фон Шьонбург (* 9 август 1782; † 19 декември 1840)
- Юлиана Ернестина фон Шьонбург (* 26/29 септември 1783; † 1 ноември 1838)
- Ото Виктор I фон Шьонбург (* 1 март 1785; † 16 февруари 1859), от 1800 г. княз на Шьонбург, женен във Валденбург/Рудолщат на 11 април 1817 г. за принцеса Текла фон Шварцбург-Рудолщат (* 23 февруари 1795; † 4 януари 1861), има деца
- Фридрих Алфред фон Шьонбург-Хартенщайн (* 24 април 1786; † 13 януари 1840), издигнат на княз на Шьонбург-Хартенщайн, неженен
- Хайнрих Едуард фон Шьонбург-Хартенщайн (* 11 октомври 1787; † 16 ноември 1872), княз на Шьонбург-Хартенщайн, „инколат“ на Бохемия (2 април 1811), женен I. на 16 юни 1817 г. във Фрауенберг за принцеса Паулина фон Шварценберг (* 20 март 1798; † 18 юни 1821), II. на 20 октомври 1823 г. в Либежовице за принцеса Лудовика фон Шварценберг (* 8 март 1803; † 4 юли 1884), има деца
- Мария Клементина фон Шьонбург (* 9 март 1789; † 1 октомври 1863), омъжена на 17 май 1820 г. за граф Хайнрих фон Шьонбург-Глаухау (* 14 септември 1794; † 12 март 1881)
- Ото Херман фон Шьонбург (* 18 март 1791; † 27 март 1846), княз на Шьонбург, неженен

## Галерия
- Замък Шьонбург до Наумбург (Заале)
- Дворец Валденбург (Саксония)
- Замък и дворец Щайн в Хартенщайн (Саксония)
- Дворец Хартенщайн (Саксония), 1837